# + Espectáculos
+ Espectáculos o también llamado Más espectáculos (abreviado y estilizado como +E) es un programa de televisión, cuya sinopsis es el formato de espectáculos. El programa es emitido para la cadena de televisión abierta peruana América Televisión y es el apéndice y derivado del bloque de espectáculos de América noticias. Es conducido por la modelo y publicista Jazmín Pinedo.
El programa se centra en las noticias del espectáculo nacional e internacional, entrevistas, música en vivo y resúmenes de algunos programas de América Televisión e inicialmente fue conducido por Rebeca Escribens, sustituido posteriormente por Jazmín Pinedo y Jaime «Choca» Mandros, este último anunció su salida a inicios de 2023.

## Historia
El 25 de abril de 2022, + Espectáculos salió al aire y se emitió después del programa América hoy, donde tuvo como conductora principal a Rebeca Escribens, donde ella también conduce el bloque América espectáculos, cuyos primeros invitados en ese entonces fueron Johanna San Miguel y Carlos Carlín.
El 6 de junio de 2022, Jazmín Pinedo y Jaime «Choca» Mandros, asumen la conducción del programa, en reemplazo de Rebeca Escribens, y fue el regreso de Pinedo a la conducción de programas de ese tipo, después de la cancelación de Modo espectáculos en Latina Televisión, e incluyó como invitado a Christian Meier.
Ese mismo mes, Jazmín Pinedo realizó una entrevista al exfutbolista Jefferson Farfán. Sin embargo, Magaly Medina, en su programa Magaly TV, la firme criticó la entrevista que realizó Pinedo, pero ella le respondió a Medina por criticar la entrevista que le hizo a Farfán para su programa. Aquella entrevista tuvo un nivel de audiencia de 4.5 puntos en Lima (según Kantar Ibope Media).
Días después, usuarios de TikTok pidieron el regreso de Rebeca Escribens y la salida de Jazmín Pinedo y Jaime «Choca» Mandros de la conducción del programa, tras polémico enfrentamiento con Medina. No obstante, la dupla Pinedo-Mandros continuó compitiendo con magacines de otros canales como Arriba mi gente de Latina, en que alcanzó 5 puntos de audiencia.
En diciembre de 2022, Pinedo y Mandros condujeron un programa especial que ellos visitaron los estudios en donde se graba Al fondo hay sitio en Pachacámac, y durante todo el programa se emitió lo mejor de la serie.
En enero de 2023, Mandros anunció su salida del programa por motivos personales, pero aclaró que no abandonaría la conducción de Estás en todas, programa del mismo canal. En su lugar, el reportero y posterior productor Diego Hurtado participa en algunos segmentos.
En abril de 2024, el programa fue criticado por no emitir las últimas noticias de la farándula peruana. Por su parte, Jazmín Pinedo respondió a las críticas del público sobre el posible desgaste del programa y a la vez se renovó el escenario del programa.
Posteriormente, a partir de ese mismo año, también se abordó temas de actualidad y política (sólo coberturas en vivo, dejando de lado el formato habitual). Aunque posteriormente dejó de abordarse a mediados de 2025, en algunas ocasiones, el programa no se emite en su totalidad siendo reemplazado por América noticias de manera temporal o a veces el programa acorta su horario regular, para luego dar pase al noticiero (emitiendo coberturas especiales de actualidad y política en su lugar).[cita requerida]

## Conductores

### Principales
- Rebeca Escribens (2022) (2022-2025; como conductora invitada)
- Jaime «Choca» Mandros (2022-2023)
- Jazmín Pinedo (2022-presente)

### Invitados
- Johanna San Miguel (2022)
- Carlos Carlín (2022)
- Valeria Piazza (2022; 2024)[19]
- Yahaira Plasencia (2022)[20]
- Edson «Giselo» Dávila (2022)[21]
- Mariana Espinoza (2022)[22]
- Korina Rivadeneira (2022)[23]
- Renzo Schuller (2022)[24]
- Xímena Dávila (2022-2025)[25]
- Diego Hurtado (2022-2025)[26]
- Bruno Vernal (2024-2025)[cita requerida]